# Finitismo

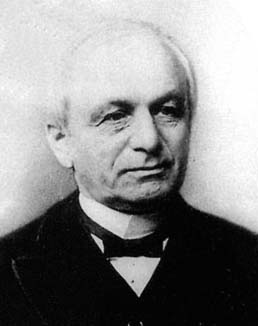
Leopold Kronecker.

En filosofía de las matemáticas, el finitismo es una forma extrema de constructivismo, de acuerdo a la cual un objeto matemático no existe a menos que sea construido partiendo de los números naturales en un número de pasos finitos. En contraste, la mayoría de constructivistas admiten un conjunto de pasos infinito numerable.

## Historia
El defensor más famoso del finitismo fue Leopold Kronecker, que dijo: "Dios creó los números naturales; el resto es obra del hombre." Aunque la mayoría de los constructivistas modernos tienen un punto de vista más laxo, se puede buscar el origen del constructivismo en el trabajo de Kronecker sobre el finitismo.
Reuben Goodstein es otro exponente del finitismo. Parte de su trabajo implicaba construir el análisis partiendo de fundamentos finitistas. Aunque lo negase, gran parte de los escritos matemáticos de Ludwig Wittgenstein tiene una gran afinidad con el finitismo.
Incluso más estricto que el finitismo es el ultrafinitismo (también conocido como ultraintuicionismo), asociado principalmente con Alexander Esenin-Volpin. Rechaza no solo los infinitos, sino también las cantidades finitas que no pueden construirse de manera factible con los recursos disponibles. Otra variante del finitismo es la aritmética euclidiana, un sistema desarrollado por John Penn Mayberry en su libro The Foundations of Mathematics in the Theory of Sets. El sistema de Mayberry es aristotélico en general de inspiración y, a pesar de su fuerte rechazo a cualquier papel del operacionalismo o la viabilidad en los fundamentos de las matemáticas, llega a conclusiones algo similares, como, por ejemplo, que la superexponenciación no es una función finitaria legítima.